# Casoli di Atri
Casoli di Atri (Cas'l nel dialetto locale) è una frazione di 1.086 abitanti del comune di Atri in provincia di Teramo (Abruzzo), distante circa 8 chilometri dal mare Adriatico.
Situata nella bassa Valle del fiume Vomano, è nota soprattutto per i caratteristici murales, dipinti realizzati sui muri delle case da artisti provenienti da ogni parte del mondo e negli anni passati per la produzione dei famosi Ddù bbotte, strumento popolare molto diffuso in tutta la regione e in generale nel centro sud Italia.
Sorge a 189 metri sul livello del mare ed è la frazione più grande del comune di Atri; vanta inoltre altre piccole contrade come Falsacappa, Cavallo Morto, Reggio, Stracca.

## La chiesa di Santa Marina
Si trova nella piazza omonima, in mezzo al paese.  Risale per le attestazioni al 1326, ma nei secoli è stata modificata, sino a raggiungere un aspetto esterno tardo settecentesco e un interno neoclassico. 
La copertura è a capanna, sulla facciata in laterizio a coronamento orizzontale si trova al centro un oculo, alla base un portale centrale con timpano spezzato. Il campanile laterale è a vela, il portale laterale è più antico, del XVI secolo. L'interno è a navata unica con abside semicircolare, sui lati si aprono due cappelle, all'altezza del transetto, sovrastato da una cupoletta.
L'altare maggiore è l'unico elemento originale, di maestranze marchifiane, realizzato nel 1646, realizzato a tabernacolo con una nicchia. All'ingresso della chiesa c'è una acquasantiera in pietra lavorata. 